# Dario Ricci
Dario Ricci (Roma, 17 marzo 1973) è un giornalista italiano.

## Biografia
Nato nel 1973 a Roma nel quartiere Spinaceto, dal 2002 è giornalista a Radio 24. Da giugno 2007 a ottobre 2014 ha condotto la trasmissione A bordocampo e da novembre 2014 conduce ogni domenica pomeriggio alle 16.30 il programma Olympia. Miti e verità dello sport.
Ha seguito, come inviato di Radio 24, tra gli altri, i Campionati Europei di Calcio Portogallo 2004, i Giochi olimpici invernali Torino 2006, i Giochi olimpici Pechino 2008, i Campionati del Mondo di Nuoto Roma 2009, i Campionati del Mondo di Calcio Sudafrica 2010, i Giochi olimpici di Londra 2012 e i Campionati del Mondo di Calcio Brasile 2014.

## Pubblicazioni
- Daniele Nardi e Dario Ricci, In vetta al mondo. Storia del ragazzo di pianura che sfida i ghiacci eterni, Infinito Edizioni, 2015. ISBN 978-8897016717